# Altweidelbach
Altweidelbach település Németországban, Rajna-vidék-Pfalz tartományban. Lakosainak száma 286 fő (2023. december 31.). Altweidelbach Pleizenhausen és Wahlbach községekkel határos.

## Népesség
A település népességének változása:
| Lakosok száma | 165  | 249  | 252  | 273  | 279  | 286  |
|               | 1975 | 2017 | 2019 | 2021 | 2022 | 2023 |